# Industri 4.0
Industri 4.0, Industrie 4.0, Industry 4.0 eller fjärde industriella revolutionen är en samlande term för en rad teknologier och koncept inom automation, processindustriell it och tillverkningsteknologier. Konceptet har koppling till Internet of Things och ger att varje produkt i produktionskedjan bär med sig information om vart den ska och hur, för att fabriken ska kunna organisera sig själv. Målet är produktion med kortare omställnings- och ledtider, färre fel, mer flexibilitet och ingen tidskrävande programmering. Konceptet ses som en lösning för återindustrialisering av västvärlden.

## Bakgrund
Industri 4.0 används som namn på den tyska regeringens strategi för den fjärde industriella revolutionen. Man vill med detta nå den smarta fabriken, där allt i produktion är uppkopplat. Termen användes först vid Hannovermässan, industrimässa i Hannover, år 2011, med tema Industri 4.0. De tre första industriella revolutionerna är i ordning ångmaskinen, elektriciteten och elektroniken.

## Viktiga delar
En viktig del i Industri 4.0 konceptet är en referensarkitektur som kallas RAMI 4.0. Den inkluderar en axel för “Life Cycle & Value Stream" (IEC62890), en axel för “Hierarchy Levels” (IEC62264 samt IEC61512) samt en axel för "Layers". OPC-UA har listats som enda rekommenderade sättet för att realisera kommunikationslagret (i "Layers").